# Ponte do Imperador
A Ponte do Imperador é um monumento construído no século XIX, localizado nas margens do rio Sergipe, considerado símbolo da cidade de Aracaju, capital de Sergipe. A construção foi feita em 1859, e a inauguração ocorreu em 11 de janeiro de 1860. A ponte serviu como atracadouro para o vapor Apa, navio que conduziu a comitiva do Imperador D. Pedro II à capital sergipana.
Através dos tempos, ela passou por várias reformas e revitalizações. No início do século XX, a estrutura que inicialmente era de madeira, foi alterada com metal e vidro. Em 1920 teve o seu arco moldado, com o acréscimo de dois torreões de alvenaria e duas esculturas de índio, cujo aspecto permanece atualmente. Ainda na década de 20, serviu de desembarcadouro de hidroaviões. A ponte é atualmente considerada um ponto turístico importante na cidade, sendo tombada, a nível estadual, em 2013. 

## História
A ponte foi construída em 1859, nas margens do rio Sergipe, sob a supervisão do engenheiro Pedro Pereira de Andrada, para servir como ancoradouro para o vapor Apa, navio utilizado pelo imperador D. Pedro II e sua comitiva para uma visita à cidade de Aracaju. A inauguração ocorreu em 11 de janeiro de 1860, dia da chegada do Imperador.
Originalmente, a ponte tinha um aspecto de um forte. O arco de entrada, chamado arco de Estrela, era semelhante ás construções militares medievais. Era um conjunto luxuoso, todo feito em madeira, criado especialmente para receber a família Imperial.
Em 1904, a ponte passou por uma grande reforma, através do engenheiro Heráclito de Faria Lima, por meio da Casa Henry Rogers Son&Co da Inglaterra. Nessa reforma, a ponte teve sua estrutura alterada com metal e vidro importados da Inglaterra, o arco foi substituído pelas colunas que sustentam as esculturas e também foi acrescentado um portal medieval.
No ano de 1920, ocorreu uma nova reforma da Ponte do Imperador D. Pedro II, empreendida pelo construtor italiano Hugo Bozzi, vencedor de um concurso realizado no ano anterior, em comemoração ao centenário da emancipação política de Sergipe. O portal medieval foi substituído por dois torreões feitos em alvenaria, encimados por duas esculturas de índios, uma forma de simbolizar a identidade cultural do estado.
Em 1923, a ponte passou a ser utilizada como desembarcadouro de hidroaviões, inaugurando os primeiros voos de Sergipe.
Na década seguinte, devido à maresia, o ferro da estrutura sofreu corrosão, o que fez com que nos anos de 1930 e 1936 fosse adicionado concreto.
Nos últimos anos, o monumento passou por várias revitalizações em sua estrutura física, como a recuperação de suas instalações elétricas, pintura de seu pórtico principal, remoção de ferrugem e de cracas. Atualmente representa um ponto turístico e histórico importante da cidade. Foi tombado a nível estadual através do Decreto de nº 22.556 em 23 de outubro de 2013.

## Museu
Em 2004, o espaço passou a abrigar o Museu de Rua da Ponte do Imperador, que possui uma maquete da cidade e informações sobre a localidade. No local, é possível observar como era o centro histórico de Aracaju entre as décadas de 1930 e de 1940.

## Galeria de imagens

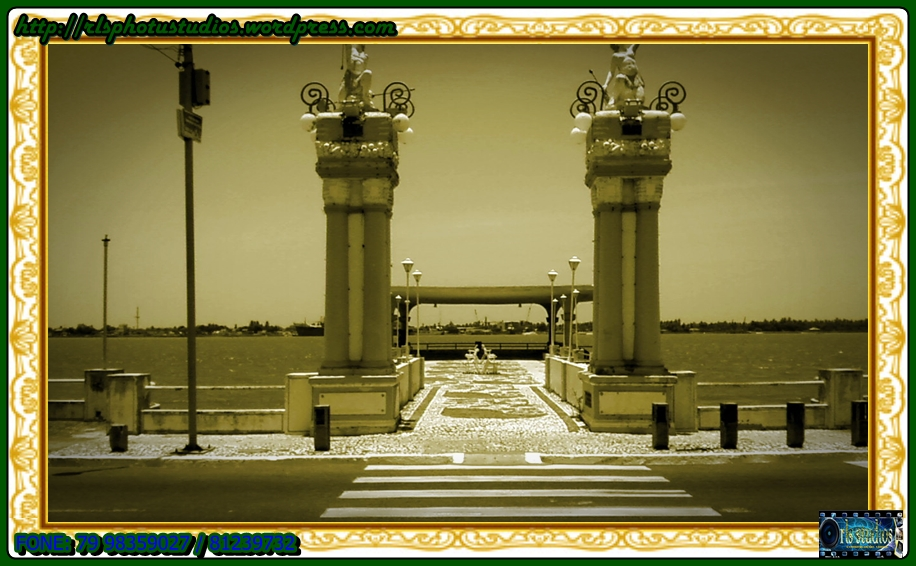
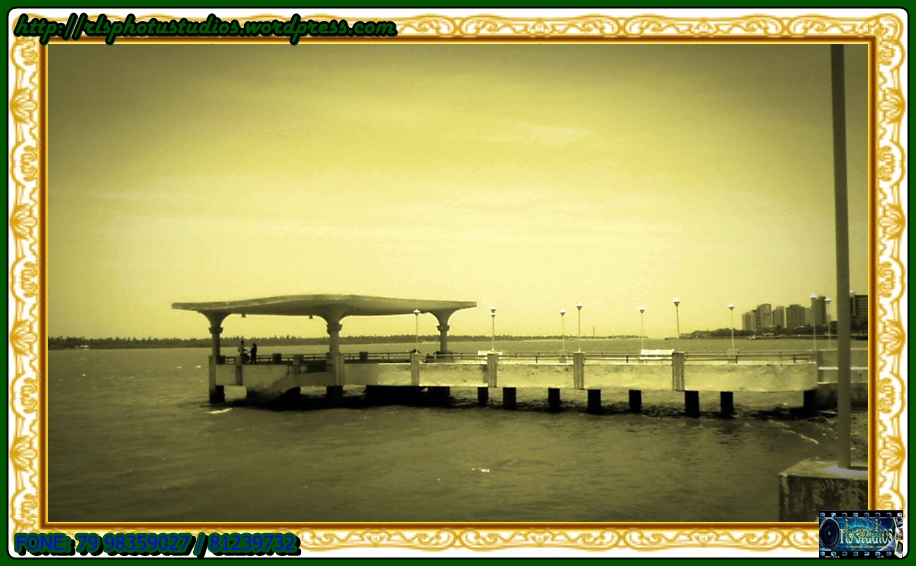
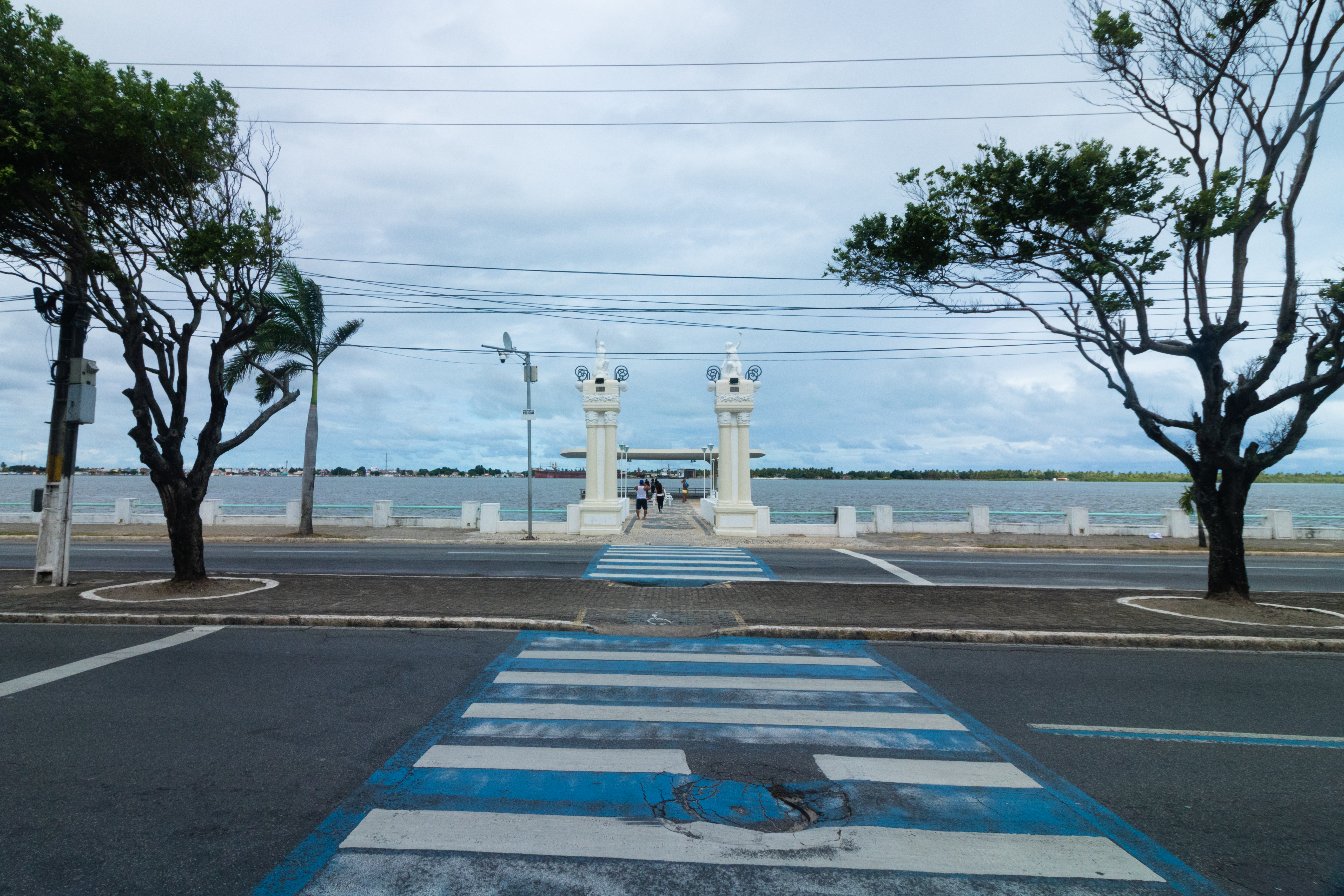
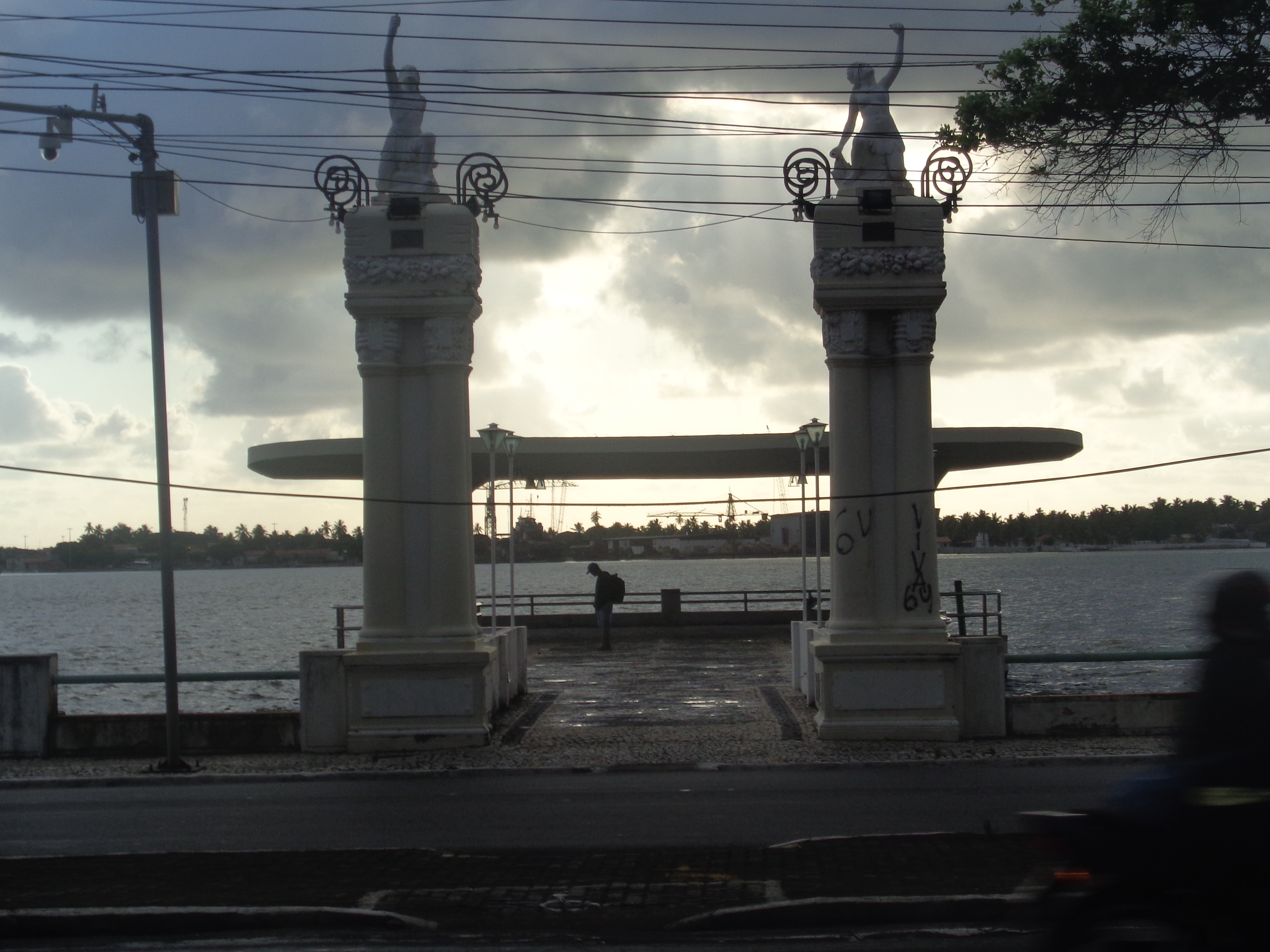
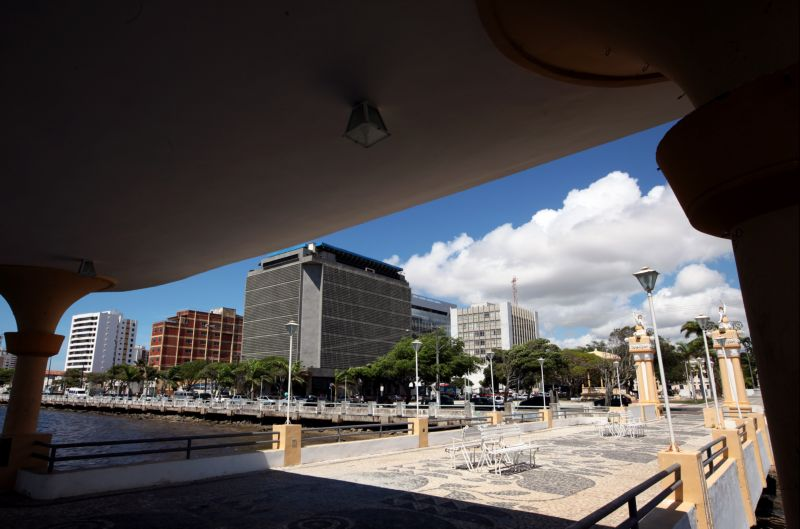